# Žeravac
Žeravac (szerbül: Жеравац), település Bosznia-Hercegovinában, Derventa községben, a Szerb Köztársaság északi régiójában. 

## Fekvése
A település Bosznia-Hercegovina északi részén, Dobojtól légvonalban 32, közúton 45 km-re északra, községközpontjától légvonalban 6, közúton 7 km-re északkeletre, az Ukrina jobb oldali mellékvizének, a Ljesnica-pataknak a partján, 104-106 méteres magasságban fekszik.

## Népessége
| Nemzetiségi csoport | Népesség 1991 | Népesség 2013 |
| ------------------- | ------------- | ------------- |
| Szerb               | 132           | 91            |
| Bosnyák             | 1             | 1             |
| Horvát              | 634           | 67            |
| Jugoszláv           | 17            | 0             |
| Egyéb               | 18            | 1             |
| Összesen            | 802           | 160           |

## Története
Egyes történészek szerint a mai žeravaci római katolikus plébánia területe egykor a régi Vinska és Velika plébániák része volt. Tomo Ivković, Skradin akkori püspöke és Bosznia adminisztrátora beszámol a Bosznia és Szlavónia területén 1626 és 1630 között bérmált személyekről és felkeresett helyekről. A püspök többek között Vinscát említi, 385 bérmált személlyel. Marijan Bogdanović püspök apostoli helynökének 1768-as, a velikai plébániáról szóló jelentésében – más települések mellett – Xeravaz (Žeravac) is szerepel, 11 katolikus házzal és 74 katolikussal, akik közül 50 felnőtt (akik áldoznak) és 24 gyermek (akik nem áldoznak) volt. Az 1856-os boszniai sematizmusban, az 1855-ös adatok szerint a plehani plébánián található Žeravacban 25 katolikus család található 186 hívővel.
A žeravaci római katolikus közösség 1856-ban vált le Plehanról, azóta vezetik az anyakönyveket. 1862-ben önálló plébániává nyilvánították. Eredetileg magában foglalta a mai Bukovica és Kulina plébániák területét, valamint Unka, Kolibe, Dobra voda és Polje településeket, amelyek ma különböző plébániákhoz tartoznak. Žeravacon a katolikusok eredetileg egy kápolnát használtak istentiszteletre templom helyett, amelyben 1880 óta harang is volt, melyet később, az első világháborúban rekviráltak. 1887-ben a katolikusok neogótikus stílusú templomot építettek.
A vegyes lakosságú település, 1878-ig tartozott az Oszmán Birodalomhoz. Ekkor a berlini kongresszus határozata alapján az Osztrák-Magyar Monarchia része lett. 1879-ben az első osztrák-magyar népszámlálás során a Derventi járáshoz tartozó településnek 48 háztartása, 180 római katolikus és 141 ortodox lakosa volt. 1910-ben a Derventai járáshoz tartozó településen 101 háztartást, 521 római katolikus és 90 ortodox lakost találtak. A monarchia szétesésével 1918-ban előbb a Szerb-Horvát-Szlovén Királyság, majd 1929-től a Jugoszláv Királyság része lett. 1921-ben a Derventai járáshoz tartozó településnek 728 lakosa volt, közülük 616 római katolikus és 112 ortodox volt. Az 1929-es törvény értelmében, amikor Bosznia-Hercegovinát négy banovinára, Drinskára, Vrbaskára, Zetskára és Primorskára osztották, a település a Vrbaska banovina (Orbászi bánság) része lett, amelynek székhelye Banja Luka volt. 1939-ben a közigazgatás átszervezésével a Hrvatska banovina (Horvát Bánság) része lett.
A második világháborúban Jugoszlávia megszállása után a Független Horvát Állam (NDH) része lett. A második világháború után 1992-ig a település a szocialista Jugoszlávia keretében a Bosznia-Hercegovinai Népköztársaság része volt. Az idő múlásával a katolikus templom egyre kevésbé tudta kielégíteni az igényeket, ezért újat kellett építeni. 1962-64-ben egy új, bazilika típusú plébániatemplomot építettek, mely a biloji (Livno) templom mintájára épült. A boszniai háború idején 1992-ben a falu templomát a szerb erők lerombolták. A boszniai háborút lezáró daytoni békeszerződés rendelkezése alapján az ország területét felosztották a Bosznia-hercegovinai Föderáció és a boszniai Szerb Köztársaság között. A békeszerződés utáni területmegosztási megállapodás értelmében a település Derventa község részeként a Boszniai Szerb Köztársasághoz került. 

## Oktatás
Az első népiskolát, amelyet a ferencesek alapítottak Žeravacon, 1858-ban említik először. Az iskola működéséről nincsenek adatok. 1881-ben a ferencesek közvetlenül a plébániaház mellett egy új iskolaépületet (13x7 m) építettek. Öt évvel később az iskolát állami fennhatóság alá helyezték. Az épület 1945-ben leégett.

## Nevezetességei
Assisi Szent Ferenc tiszteletére szentelt római katolikus temploma. A mai, modern templom alapjait, melyet Zlatko Ugljen és Nina Ugljen tervezett, 2009-ben áldották meg és 2010 augusztusában szentelték fel. A mai templom elődje 1962 és 1964 között épült, de ezt a boszniai háborúban aláaknázták és ferobbantották. 2001-ben a plébániatemplom alapjaira építették a Szent Ferenc fakápolnát, amely a liturgikus szertartások helyszíne volt. Az eredeti plébániaházat 1862-ben építették, helyére pedig 1926-28-ban újat építettek. A jelenlegi plébániai lakást 1980-82-ben építették. A házon belül található egy 1967-ben épült vallási terem is. A plébániaház a boszniai háborúban súlyosan megrongálódott és alaposan kifosztották. Mindent elvittek, amit el lehetett vinni. 1974-ben a žeravaci egyházközségnek még 2670 katolikusa, 1991-ben pedig 2381 hívője volt. Számuk a kivándorlás miatt csökkent, elsősorban gazdasági okokból, és az utolsó háborúban szinte az összes egyházközségi hívőt kiűzték otthonából. A legfrissebb, 2016 végi statisztikák szerint 75 katolikus hívő él 40 háztartásban az egyházközségben. Az egyházközség a következő településekből áll: Žeravac, Bos. Lužani, Grk, Vinska, Višnjik és Vrela.

## Híres emberek
- Žeravacon született Andrija Zirdum (Žeravac, 1937. február 8. – Slavonski Brod, 2017. március 29.) horvát ferences katolikus pap, történész, író és műgyűjtő.